# 坏死女人门楼

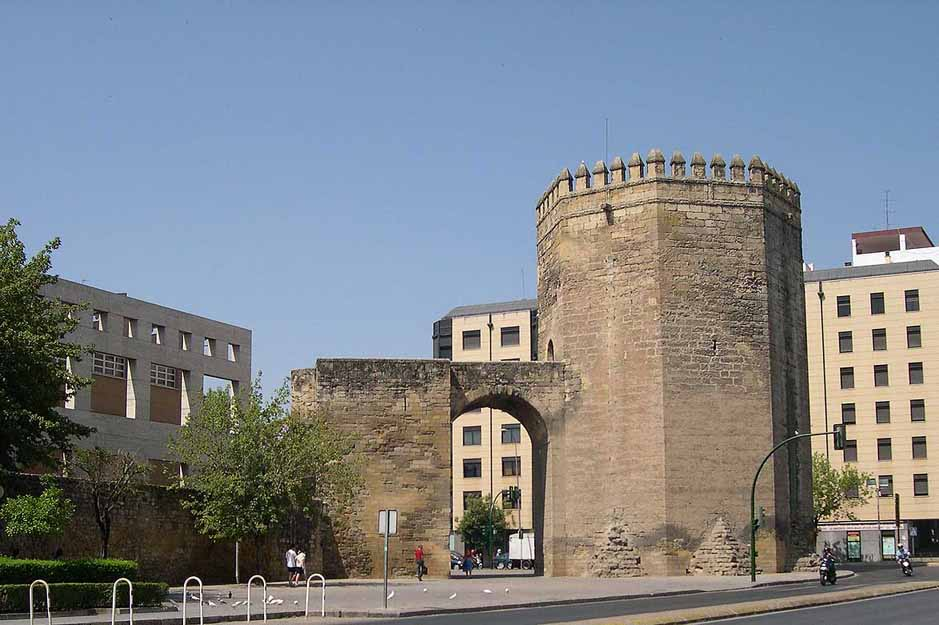
坏死女人门楼

枉死妇女塔（Torre de la Malmuerta）位于西班牙城市科尔多瓦，由卡斯蒂利亞国王恩里克三世下令修建于1406至1408年，在穆瓦希德王朝的原建筑之上。后来也用作贵族监狱。
门楼平面为八角形，结合了一个拱。
"malmuerta"在西班牙语中意为“被不公正杀死的女人”。据说一位贵族丈夫因怀疑妻子不忠，在没确凿证据的情况下将其杀害。后来发现她是无辜的，作为惩罚，国王命令他建造这座塔，并以"malmuerta"命名，以纪念那位无辜被杀害的女士。
37°53′30″N 4°46′40″W / 37.89167°N 4.77778°W